# Придружени Лежандрови полиноми
Придружени Лежандрови полиноми {\displaystyle P_{\ell }^{m}(x)} представљају решења опште Лежандрове диференцијалне једначине:
{\displaystyle (1-x^{2})\,y''-2xy'+\left(\ell [\ell +1]-{\frac {m^{2}}{1-x^{2}}}\right)\,y=0,\,}

## Дефиниција за позитивне параметре ℓ иm
Придружени Лежандрови полиноми {\displaystyle P_{\ell }^{m}(x)} повезани са обичним Лежандровим полиномима (m ≥ 0)
{\displaystyle P_{\ell }^{m}(x)=(-1)^{m}\ (1-x^{2})^{m/2}\ {\frac {d^{m}}{dx^{m}}}\left(P_{\ell }(x)\right)\,}
За обичне Лежандрове полиноме вреди:
{\displaystyle (1-x^{2}){\frac {d^{2}}{dx^{2}}}P_{\ell }(x)-2x{\frac {d}{dx}}P_{\ell }(x)+\ell (\ell +1)P_{\ell }(x)=0.}
Члан (−1)m у том изразу познат је као Кондон-Шотлијева фаза, коју неки аутори испуштају.
Родригезовом формулом добија се:
{\displaystyle P_{\ell }(x)={\frac {1}{2^{\ell }\,\ell !}}\ {\frac {d^{\ell }}{dx^{\ell }}}\left[(x^{2}-1)^{\ell }\right],}
па се онда придружени Лежандров полином може приказати као:
{\displaystyle P_{\ell }^{m}(x)={\frac {(-1)^{m}}{2^{\ell }\ell !}}(1-x^{2})^{m/2}\ {\frac {d^{\ell +m}}{dx^{\ell +m}}}(x^{2}-1)^{\ell }.}
Лежандрови полиноми могу да се прикажу и као специјални случај хипергеометријске функције:
{\displaystyle P_{\lambda }^{\mu }(z)={\frac {1}{\Gamma (1-\mu )}}\left[{\frac {1+z}{1-z}}\right]^{\mu /2}\,_{2}F_{1}(-\lambda ,\lambda +1;1-\mu ;{\frac {1-z}{2}})}

## Ортогоналност
Претпостављајући {\displaystyle 0\leq m\leq \ell }, они задовољавају услов ортогоналности за фиксни m:
{\displaystyle \int _{-1}^{1}P_{k}^{m}P_{\ell }^{m}dx={\frac {2(\ell +m)!}{(2\ell +1)(\ell -m)!}}\ \delta _{k,\ell }}
При томе је {\displaystyle \delta _{k,\ell }} Кронекерова делта функција. 
Осим тога они задовољавају релацију ортогоналности за фиксни ℓ:
{\displaystyle \int _{-1}^{1}{\frac {P_{\ell }^{m}P_{\ell }^{n}}{1-x^{2}}}dx={\begin{cases}0&{\mbox{if }}m\neq n\\{\frac {(\ell +m)!}{m(\ell -m)!}}&{\mbox{if }}m=n\neq 0\\\infty &{\mbox{if }}m=n=0\end{cases}}}

## Првих неколико придружених Лежандрових полинома
{\displaystyle P_{0}^{0}(x)=1}
{\displaystyle P_{1}^{-1}(x)=-{\begin{matrix}{\frac {1}{2}}\end{matrix}}P_{1}^{1}(x)}
{\displaystyle P_{1}^{0}(x)=x}
{\displaystyle P_{1}^{1}(x)=-(1-x^{2})^{1/2}}
{\displaystyle P_{2}^{-2}(x)={\begin{matrix}{\frac {1}{24}}\end{matrix}}P_{2}^{2}(x)}
{\displaystyle P_{2}^{-1}(x)=-{\begin{matrix}{\frac {1}{6}}\end{matrix}}P_{2}^{1}(x)}
{\displaystyle P_{2}^{0}(x)={\begin{matrix}{\frac {1}{2}}\end{matrix}}(3x^{2}-1)}
{\displaystyle P_{2}^{1}(x)=-3x(1-x^{2})^{1/2}}
{\displaystyle P_{2}^{2}(x)=3(1-x^{2})}
{\displaystyle P_{3}^{-3}(x)=-{\begin{matrix}{\frac {1}{720}}\end{matrix}}P_{3}^{3}(x)}
{\displaystyle P_{3}^{-2}(x)={\begin{matrix}{\frac {1}{120}}\end{matrix}}P_{3}^{2}(x)}
{\displaystyle P_{3}^{-1}(x)=-{\begin{matrix}{\frac {1}{12}}\end{matrix}}P_{3}^{1}(x)}
{\displaystyle P_{3}^{0}(x)={\begin{matrix}{\frac {1}{2}}\end{matrix}}(5x^{3}-3x)}
{\displaystyle P_{3}^{1}(x)=-{\begin{matrix}{\frac {3}{2}}\end{matrix}}(5x^{2}-1)(1-x^{2})^{1/2}}
{\displaystyle P_{3}^{2}(x)=15x(1-x^{2})}
{\displaystyle P_{3}^{3}(x)=-15(1-x^{2})^{3/2}}

## Рекурзивне релације
{\displaystyle (\ell -m+1)P_{\ell +1}^{m}(x)=(2\ell +1)xP_{\ell }^{m}(x)-(\ell +m)P_{\ell -1}^{m}(x)}
{\displaystyle 2mxP_{\ell }^{m}(x)=-{\sqrt {1-x^{2}}}\left[P_{\ell }^{m+1}(x)+(\ell +m)(\ell -m+1)P_{\ell }^{m-1}(x)\right]}
{\displaystyle {\sqrt {1-x^{2}}}P_{\ell }^{m}(x)={\frac {1}{2\ell +1}}\left[P_{\ell -1}^{m+1}(x)-P_{\ell +1}^{m+1}(x)\right]}
{\displaystyle {\sqrt {1-x^{2}}}P_{\ell }^{m}(x)={\frac {1}{2\ell +1}}\left[(\ell -m+1)(\ell -m+2)P_{\ell +1}^{m-1}(x)-(\ell +m-1)(\ell +m)P_{\ell -1}^{m-1}(x)\right]}
{\displaystyle {\sqrt {1-x^{2}}}P_{\ell }^{m+1}(x)=(\ell -m)xP_{\ell }^{m}(x)-(\ell +m)P_{\ell -1}^{m}(x)}
{\displaystyle {\sqrt {1-x^{2}}}{P_{\ell }^{m}}'(x)={\frac {1}{2}}\left[(\ell +m)(\ell -m+1)P_{\ell }^{m-1}(x)-P_{\ell }^{m+1}(x)\right]}
{\displaystyle (1-x^{2}){P_{\ell }^{m}}'(x)={\frac {1}{2\ell +1}}\left[(\ell +1)(\ell +m)P_{l-1}^{m}(x)-l(l-m+1)P_{l+1}^{m}(x)\right]}
{\displaystyle (x^{2}-1){P_{\ell }^{m}}'(x)={\ell }xP_{\ell }^{m}(x)-(\ell +m)P_{\ell -1}^{m}(x)}
{\displaystyle (x^{2}-1){P_{\ell }^{m}}'(x)={\sqrt {1-x^{2}}}P_{\ell }^{m+1}(x)+mxP_{\ell }^{m}(x)}
{\displaystyle (x^{2}-1){P_{\ell }^{m}}'(x)=-(\ell +m)(\ell -m+1){\sqrt {1-x^{2}}}P_{\ell }^{m-1}(x)-mxP_{\ell }^{m}(x)}
{\displaystyle P_{\ell +1}^{\ell +1}(x)=-(2\ell +1){\sqrt {1-x^{2}}}P_{\ell }^{\ell }(x)}
{\displaystyle P_{\ell }^{\ell }(x)=(-1)^{l}(2\ell -1)!!(1-x^{2})^{(l/2)}}
{\displaystyle P_{\ell +1}^{\ell }(x)=x(2\ell +1)P_{\ell }^{\ell }(x)}

## Параметризација помоћу углова
Придружени Лежандрови полиноми могу да се параметризирају помоћу углова, тј. {\displaystyle x=\cos \theta }:
{\displaystyle P_{\ell }^{m}(\cos \theta )=(-1)^{m}(\sin \theta )^{m}\ {\frac {d^{m}}{d(\cos \theta )^{m}}}\left(P_{\ell }(\cos \theta )\right)\,}
Онда добијамо да је првих неколико полинома:
{\displaystyle {\begin{aligned}P_{0}^{0}(\cos \theta )&=1\\[8pt]P_{1}^{0}(\cos \theta )&=\cos \theta \\[8pt]P_{1}^{1}(\cos \theta )&=-\sin \theta \\[8pt]P_{2}^{0}(\cos \theta )&={\tfrac {1}{2}}(3\cos ^{2}\theta -1)\\[8pt]P_{2}^{1}(\cos \theta )&=-3\cos \theta \sin \theta \\[8pt]P_{2}^{2}(\cos \theta )&=3\sin ^{2}\theta \\[8pt]P_{3}^{0}(\cos \theta )&={\tfrac {1}{2}}(5\cos ^{3}\theta -3\cos \theta )\\[8pt]P_{3}^{1}(\cos \theta )&=-{\tfrac {3}{2}}(5\cos ^{2}\theta -1)\sin \theta \\[8pt]P_{3}^{2}(\cos \theta )&=15\cos \theta \sin ^{2}\theta \\[8pt]P_{3}^{3}(\cos \theta )&=-15\sin ^{3}\theta \\[8pt]\end{aligned}}}
За фиксниm, {\displaystyle P_{\ell }^{m}(\cos \theta )} су ортогоналне, параметризиране по θ преко {\displaystyle [0,\pi ]}, са тежином {\displaystyle \sin \theta }:
{\displaystyle \int _{0}^{\pi }P_{k}^{m}(\cos \theta )P_{\ell }^{m}(\cos \theta )\,\sin \theta \,d\theta ={\frac {2(\ell +m)!}{(2\ell +1)(\ell -m)!}}\ \delta _{k,\ell }}
Такође за фиксни ℓ:
{\displaystyle \int _{0}^{\pi }P_{\ell }^{m}(\cos \theta )P_{\ell }^{n}(\cos \theta )\csc \theta \,d\theta ={\begin{cases}0&{\text{if }}m\neq n\\{\frac {(\ell +m)!}{m(\ell -m)!}}&{\text{if }}m=n\neq 0\\\infty &{\text{if }}m=n=0\end{cases}}}
{\displaystyle P_{\ell }^{m}(\cos \theta )} су решења од:
{\displaystyle {\frac {d^{2}y}{d\theta ^{2}}}+\cot \theta {\frac {dy}{d\theta }}+\left[\lambda -{\frac {m^{2}}{\sin ^{2}\theta }}\right]\,y=0\,}
За {\displaystyle m\geq 0} горња једначина има несингуларна решења само за {\displaystyle \lambda =\ell (\ell +1)\,} за целобројни {\displaystyle \ell \geq m}, а решења су пропорционална {\displaystyle P_{\ell }^{m}(\cos \theta )}.

## Сферни хармоници
Придружени Лежандрови полиноми сусрећу се у многим проблемима физике са сферном симетријом.
Једначина {\displaystyle \nabla ^{2}\psi +\lambda \psi =0} у случају сферне симетрије може да се напише најпре уз помоћ лапласијана у сферним координатама:
{\displaystyle \nabla ^{2}\psi ={\frac {\partial ^{2}\psi }{\partial \theta ^{2}}}+\cot \theta {\frac {\partial \psi }{\partial \theta }}+\csc ^{2}\theta {\frac {\partial ^{2}\psi }{\partial \phi ^{2}}}.}
Парцијална диференцијална једначина {\displaystyle \nabla ^{2}\psi +\lambda \psi =0} постаје:
{\displaystyle {\frac {\partial ^{2}\psi }{\partial \theta ^{2}}}+\cot \theta {\frac {\partial \psi }{\partial \theta }}+\csc ^{2}\theta {\frac {\partial ^{2}\psi }{\partial \phi ^{2}}}+\lambda \psi =0}
Решава се сепарацијом варијабли по θ и φ, тако да је φ део облика {\displaystyle \sin(m\phi )} или {\displaystyle \cos(m\phi )} за целобројне m≥0, а онда преостаје једначина по θ:
{\displaystyle {\frac {d^{2}y}{d\theta ^{2}}}+\cot \theta {\frac {dy}{d\theta }}+\left[\lambda -{\frac {m^{2}}{\sin ^{2}\theta }}\right]\,y=0\,}
за коју су решења придружени Лежандрови полиноми {\displaystyle P_{\ell }^{m}(\cos \theta )} са {\displaystyle \ell {\geq }m} и {\displaystyle \lambda =\ell (\ell +1)}.
На тај начин добили смо да су једначина:
{\displaystyle \nabla ^{2}\psi +\lambda \psi =0}
има несингуларна решења само за {\displaystyle \lambda =\ell (\ell +1)}, а та решења пропорционална су:
{\displaystyle P_{\ell }^{m}(\cos \theta )\ \cos(m\phi )\ \ \ \ 0\leq m\leq \ell }
и
{\displaystyle P_{\ell }^{m}(\cos \theta )\ \sin(m\phi )\ \ \ \ 0<m\leq \ell .}
За сваки {\displaystyle \ell } постоји {\displaystyle 2\ell +1} функција за различите m и они су ортогонални.
Решења се обично пишу у облику:
{\displaystyle Y_{\ell ,m}(\theta ,\phi )={\sqrt {\frac {(2\ell +1)(\ell -m)!}{4\pi (\ell +m)!}}}\ P_{\ell }^{m}(\cos \theta )\ e^{im\phi }\qquad -\ell \leq m\leq \ell .}
При томе та решења {\displaystyle Y_{\ell ,m}(\theta ,\phi )} називају се сферни хармоници.